# 佐野主税
佐野 主税（さの ちから、1930年5月1日 - 2014年7月6日）は、日本の経営者。アサヒ飲料社長、会長を務めた。

## 来歴・人物
静岡県出身。1953年に慶應義塾大学法学部を卒業し、同年に朝日麦酒(現在のアサヒビール)に入社した。1982年3月に取締役に就任し、1986年8月に常務、1988年2月に専務を経て、1990年6月に副社長に就任。1988年9月にアサヒビール飲料製造社長に就任し、1990年9月にアサヒビール飲料社長に就任し、1996年7月にこれらの2社が統合して発足したアサヒ飲料社長に就任。1999年1月に会長に就任し、2000年10月には社長も兼任し、2001年3月に社長の座を植松増美に譲り、自身は取締役相談役に退き、2002年3月に相談役に就任。
2014年7月6日、誤嚥性肺炎のために死去。84歳没。